# Kuranda (Australia)
Kuranda – miasto w Australii, w stanie Queensland.